# Rudolf Muchsel
Rudolf Muchsel (* 10. November 1860 in Wien; † 29. Dezember 1945 in Lambach) war ein österreichischer Regierungsbeamter und Komponist.

## Leben und Werk
Rudolf Muchsel arbeitete zunächst als Rechnungsrat für das Land Österreich und ging 1912 im Rang eines Oberrechnungsrates in Pension. In seinen letzten Dienstjahren begann Rudolf Muchsel privat Musik unter Carl Lafite, Richard Stöhr und Hermann Graedener zu studieren. Mit Beginn seiner Pension konzentrierte er sich auf das Komponieren. Eine seiner frühesten Kompositionen – eine Pavane für Frauenchor gewann 1911 den 3. Platz im Kompositionswettbewerb des Wiener Damenchorvereins. 1918 zog er nach Lambach, wo er zu einer bekannten lokalen Komponistengröße wurde.
Rudolf Muchsel komponierte rund 100 Werke, darunter eine Konzertpolonaise und Romanze, für Violine und Orchester, eine Orchestersuite im Stil des XVII. Jahrhunderts Aus Kaiser Leopold I. Zeit, das Singspiel Traunviertla Kirta, für Chor, Tanz und Orchester, ein Rokoko-Menuett, für Streichorchester und die Hessenhymne. Der Nachlass mit einem Großteil der Manuskripte ist im Stift Lambach archiviert.